# IC 1575B
IC 1575B је галаксија у сазвјежђу Кит која се налази на листи објеката дубоког неба у Индекс каталогу.
Деклинација објекта је - 4° 7' 10" а ректасцензија 0h 43m 33,6s. Привидна величина (магнитуда) објекта IC 1575 износи 13,2 а фотографска магнитуда 14,0. IC 1575B је још познат и под ознакама MCG -1-3-3, VV 642, ARP 231, PGC 2601.